# Luis Francisco Esplá Mateo
Luis Francisco Esplá Mateo és un torero valencià nascut el 19 d'agost de 1957 a Alacant. És un d'ampli repertori, que destaca sobretot en la sort de banderilles. És a més un gran estudiós de la història de la tauromàquia, la qual cosa l'ajuda a augmentar el seu repertori en la plaça, i pintor. És llicenciat en Belles Arts per l'Escola de Belles Arts de València.

## Biografia
De família taurina, el seu pare havia estat noviller i ramader, i havia fundat una escola de tauromàquia. El seu germà Juan Antonio Esplá, és també matador de toros. L'endemà passat del seu setze aniversari, el 21 de juny de 1974, es va posar per primera vegada el vestit de torero a Benidorm, i a la fi d'aquest any el 22 de desembre va torejar la seva primera correguda amb picadors a la plaça de Santa Cruz de Tenerife. Va prendre l'alternativa a Saragossa el 23 de maig de 1976, amb disset anys sent el seu padrí Paco Camino, i testimoni Pedro Moya, "El Niño de la Capea". Gairebé un any després el 19 de maig de 1977, va confirmar l'alternativa a la Madrid, amb Curro Romero com a padrí i Paco Alcalde de testimoni.
La seva tarda més important va ser a Madrid l'1 de juny de 1982, amb toros de Victorino Martín i amb Francisco Ruiz Miguel i José Luis Palomar com a companys de cartell. Va sortir per la porta gran després de tallar dues orelles al seu segon toro i a més va rebre el trofeu “Andanada” al millor parell de banderilles de tota la fira. Va participar en nombrosos cartells amb altres toreros-banderillers reconeguts per aquesta especialitat com Nimeño II, Morenito de Maracay i Victor Mendes.
Va obtenir una de les Antenas de Oro de 2007. Es va retirar dels toros el 2009, encara que va tornar l'any següent per donar l'alternativa al seu fill Alejandro Esplá.